# Takeshi Watabe
Takeshi Watabe (渡部 猛, Watabe Takeshi), né le 21 mars 1936 dans la préfecture de Kōchi et mort le 13 décembre 2010 d'une pneumonie, est un seiyū.

## Rôles
- Dragon Ball GT : Mucchi Mocchi
- Sonic X : Roi Jaune (Zelkova)